# Боково (Богородський міський округ)
Бо́ково (рос. Боково) — присілок у складі Богородського міського округу Московської області, Росія.

## Населення
Населення — 19 осіб (2010; 51 у 2002).
Національний склад (станом на 2002 рік):
- росіяни — 92  %